# Steentil
Steentil is een gehucht in de gemeente Westerkwartier in de Nederlandse provincie Groningen.
De naam verwijst naar een gelijknamige stenen brug over het Aduarderdiep. Het gehucht ligt rond die brug; het Groningse woord voor brug is til. Bij de brug lag vroeger een schipperscafé. Het café is inmiddels gesloten, maar het pand staat er nog.
De brug zelf dateert uit de zeventiende eeuw. Het zou de oudste brug in de provincie Groningen zijn en is dan ook een rijksmonument.

## Bruggen
In de provincie zijn overigens meer bruggen die de naam Steentil hebben. Zo is er in de stad Groningen een Steentilstraat, genoemd naar de voormalige Steentil over het Schuitendiep.

## Afbeeldingen

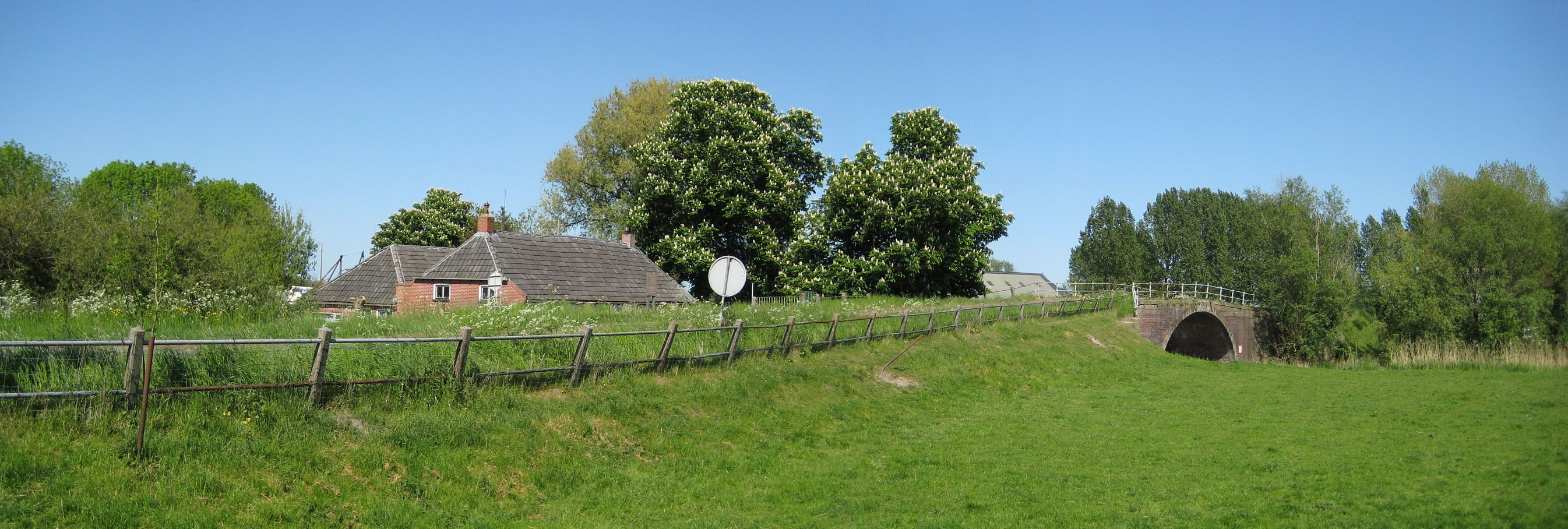
Steentil (2008)

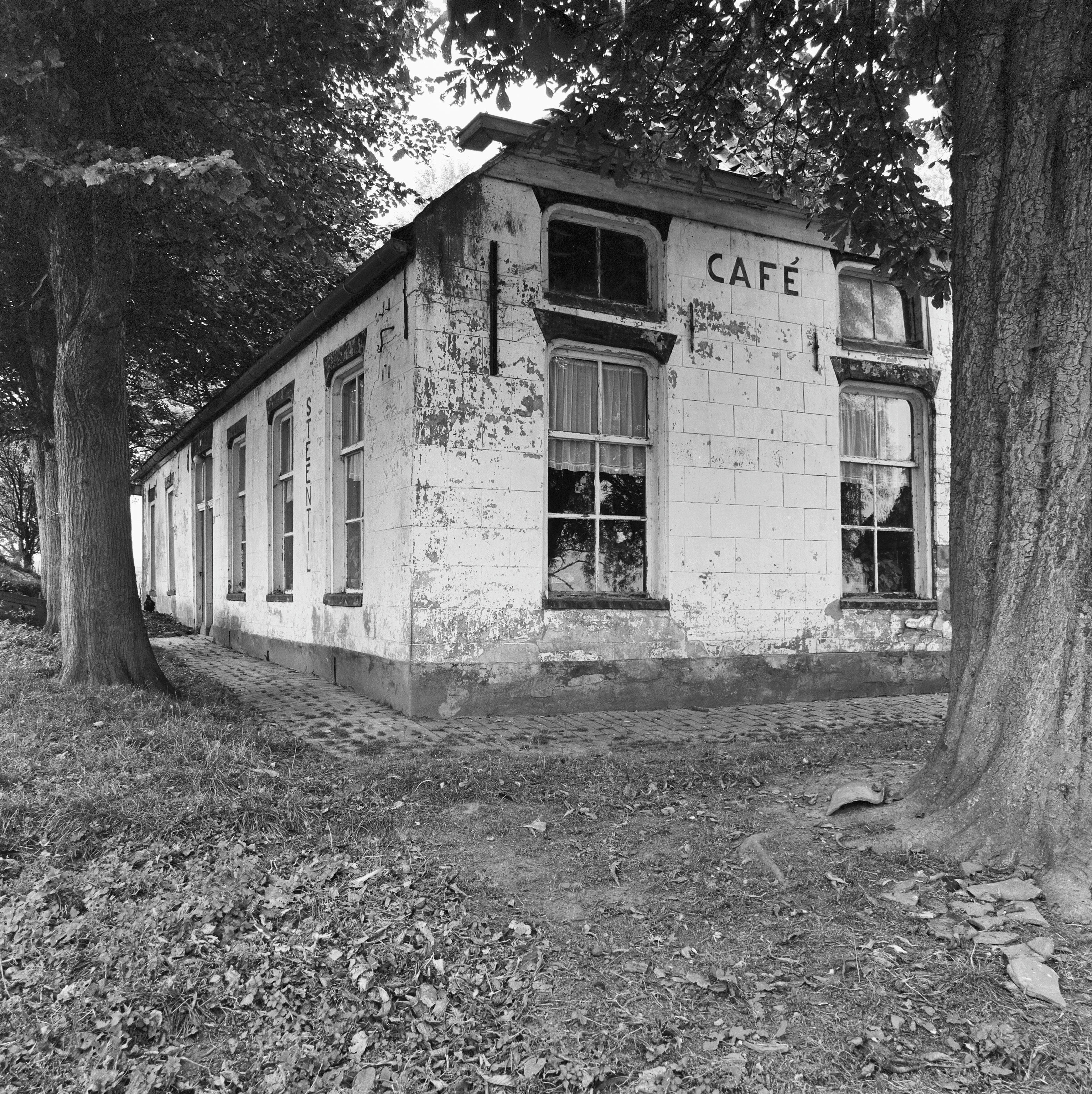
Het voormalige schipperscafé in Steentil (1977)